# جيروفت
هي مدينة تقع في إيران ويبلغ عدد سكانها 290000 نسمة , وتبعد عن العاصمة طهران 1375 كم , وبلغت درجة الحرارة عام (1933م) 57 درجة سلسيوس و اعتبرت أكثر درجة حرارة سجلت في الجمهورية الإيرانية .